# Wolfbrigade
Wolfbrigade ist eine schwedische Crust- und Hardcore-Punk-Band. Sie wurde 1995 als Wolfpack gegründet und benannte sich 1999 in Wolfbrigade um.

## Geschichte
Die Band wurde 1995 unter dem Namen Wolfpack gegründet; Erik, Jocke und Frank hatten zuvor in der Death-Metal-Band Obscure Infinity und mehreren Punk-Bands gespielt. Nach der Split-Single mit Skitsystem folgte eine Deutschlandtournee, in deren Folge zwei Bandmitglieder Konflikte zum Sänger entwickelten. 1999 nannte sich die Band in Wolfbrigade um, um Verwechslungen mit einer gleichnamigen rechtsextremen Organisation zu vermeiden, außerdem übernahm zu dieser Zeit Micke an Jonssons Stelle den Gesang. 2002 verließ Schlagzeuger Frank die Band aus familiären Gründen, seinen Platz nahm Dadde ein, der die Band auf einer anschließenden Europatournee mit Autoritär unterstützte. 2004 folgte eine US-Tournee. Bei Sänger Johan wurde ein Tumor im Hals diagnostiziert, dem sich eine langwierige Therapie anschloss. Vorübergehend kam Poffen, der Sänger von Totalitär, zu Wolfbrigade. Die Band plante nach ihren Konzerten in den USA wegen der Krankheit des Sängers ihre Auflösung. Vier Mitglieder spielten danach bei Today’s Overdose.
2007 gab die Band ihre Wiedervereinigung bekannt, wobei Johan, der Bassist von Today’s Overdose, Marcus am Bass ersetzte, und kündigte ein neues Album an, das in Tomas Skogsbergs Sunlight Studio aufgenommen werden sollte. Das erste Konzert nach der Wiedervereinigung fand im Februar 2007 in Stockholm statt. Das angekündigte Album erschien 2007 unter dem Titel Prey to the World. Eine angekündigte Split-7” mit Benediction blieb unveröffentlicht. Das Album Comalive sollte ursprünglich über die US-amerikanische Plattenfirma Profane Existence erscheinen, diese stellte jedoch 2008 ihre Aktivitäten ein. Infolgedessen musste die Band auch ihre US-Tournee absagen, deren Finanzierung ursprünglich durch Profane Existence unterstützt werden sollte. Das Album erschien stattdessen über Farewell Records und La Familia Releases. 2012 erschien das Album Damned über Southern Lord und La Familia Releases.

## Stil
Die Musik von Wolfbrigade enthält viele Metal-Einflüsse, entsprechend zählen laut der Band Mitglieder von Marduk, Entombed und Centinex zu ihren Fans (es existieren mehrere Photographien des ehemaligen Marduk-Schlagzeugers Fredrik Andersson mit Wolfpack-T-Shirt). Die Plattenfirma Maniac Attack Records, die die europäische Version der Wiederveröffentlichung von In Darkness You Feel No Regrets herausgab, beschreibt den Stil des Albums als „[a]ngepisst, wütend und düster […]. Zum klassischen brachial-harten WOLFBRIGADE Sound mischen sich eingängige Melodien, die sich schnell in den Gehörgang fressen und ihn so bald nicht mehr verlassen. Das alles kommt in passend räudigem Sound […].“ Als Einflüsse gibt die Band schwedischen, US-amerikanischen und britischen Hardcore sowie schwedischen Death Metal an. Schlagzeuger Dadde Stark gab als Einflüsse der Band schwedischen Hardcore wie Anti Cimex und melodischeren schwedischen Punk wie Asta Kask, Strebers und Puke an, zudem Elemente des US-Hardcore und Crossover von Bands wie D.R.I., Circle Jerks, Poison Idea und Death Metal wie Entombed, Napalm Death, frühe At the Gates und „eine gesunde Dosis Motörhead“, äußerte jedoch, seinem Eindruck nach seien die meisten Metal-Bands dumm; er möge zwar ihre Musik, aber nicht ihre Attitüde.
Die Texte sind laut Dadde „ein Ventil für eine Menge Emotionen“ wie Frustration in persönlichen Angelegenheiten oder über die Welt und Politik; er selbst wolle keine zu offensichtlichen Texte schreiben, aber „wenn es Themen in dieser Welt gibt, die mich aufregen, dann sind es Armut, Krieg, Politik und der Mangel an Gleichheit. Was wir für Geld mit unserer Erde, den Leuten und Tieren, die hier leben, tun, ist ekelhaft.“ Außerdem werden auf Damned Themen wie Entfremdung, der Kampf für ein besseres Leben, die Zukunft und die inneren Dämonen der Musiker behandelt.

## Galerie

Wolfbrigade live auf dem Party.San 2016
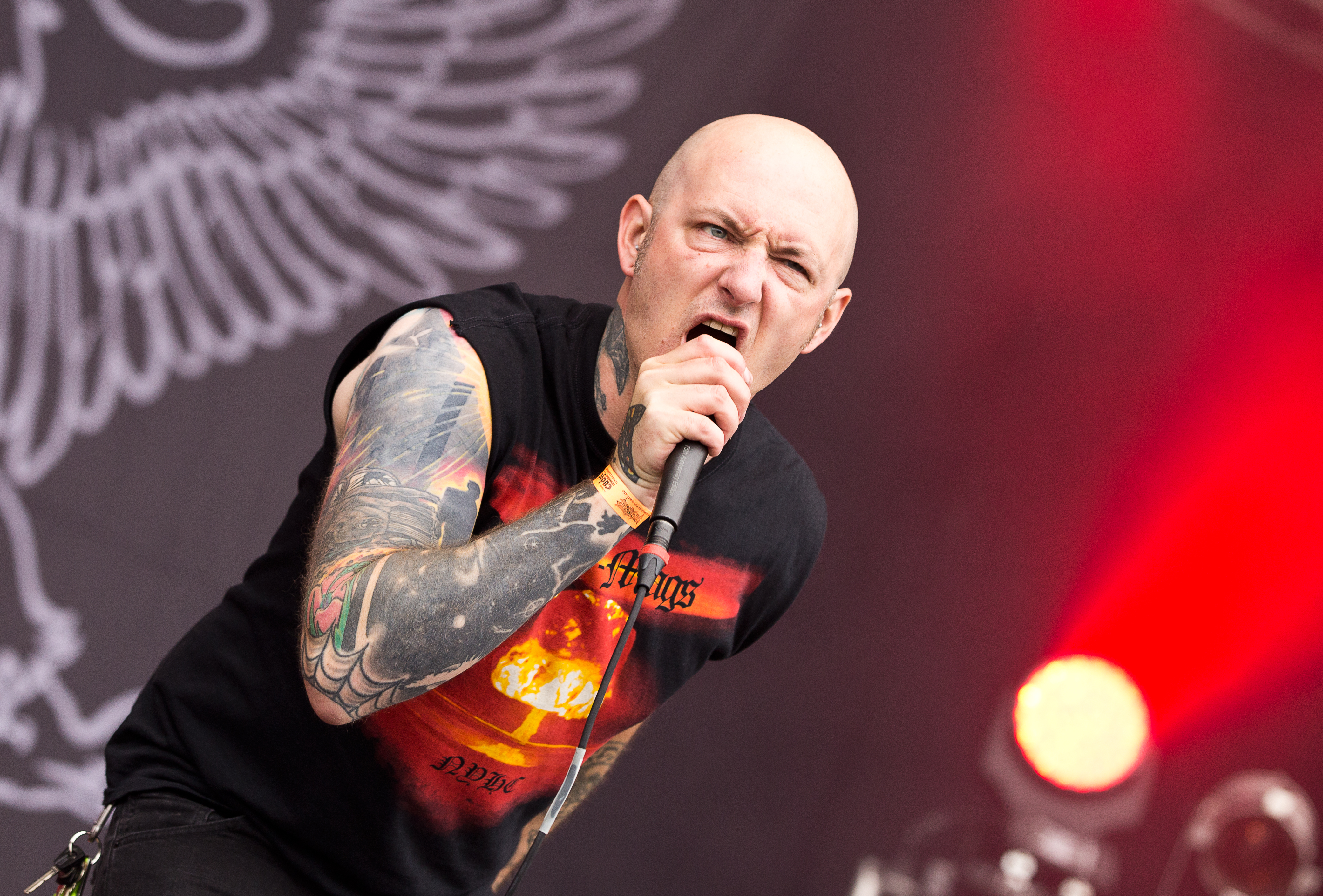
Mikael „Micke“ Dahl
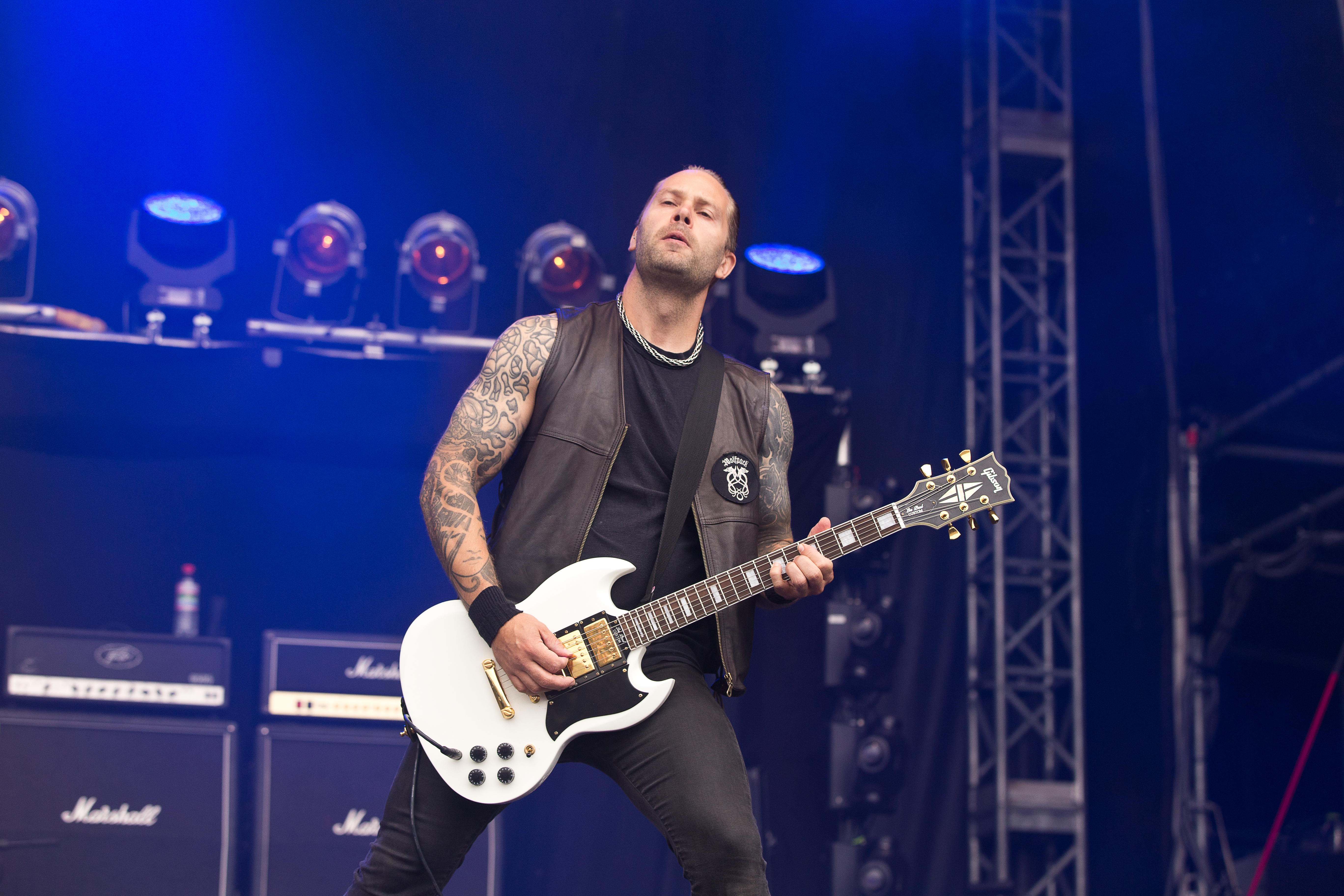
Erik Norberg
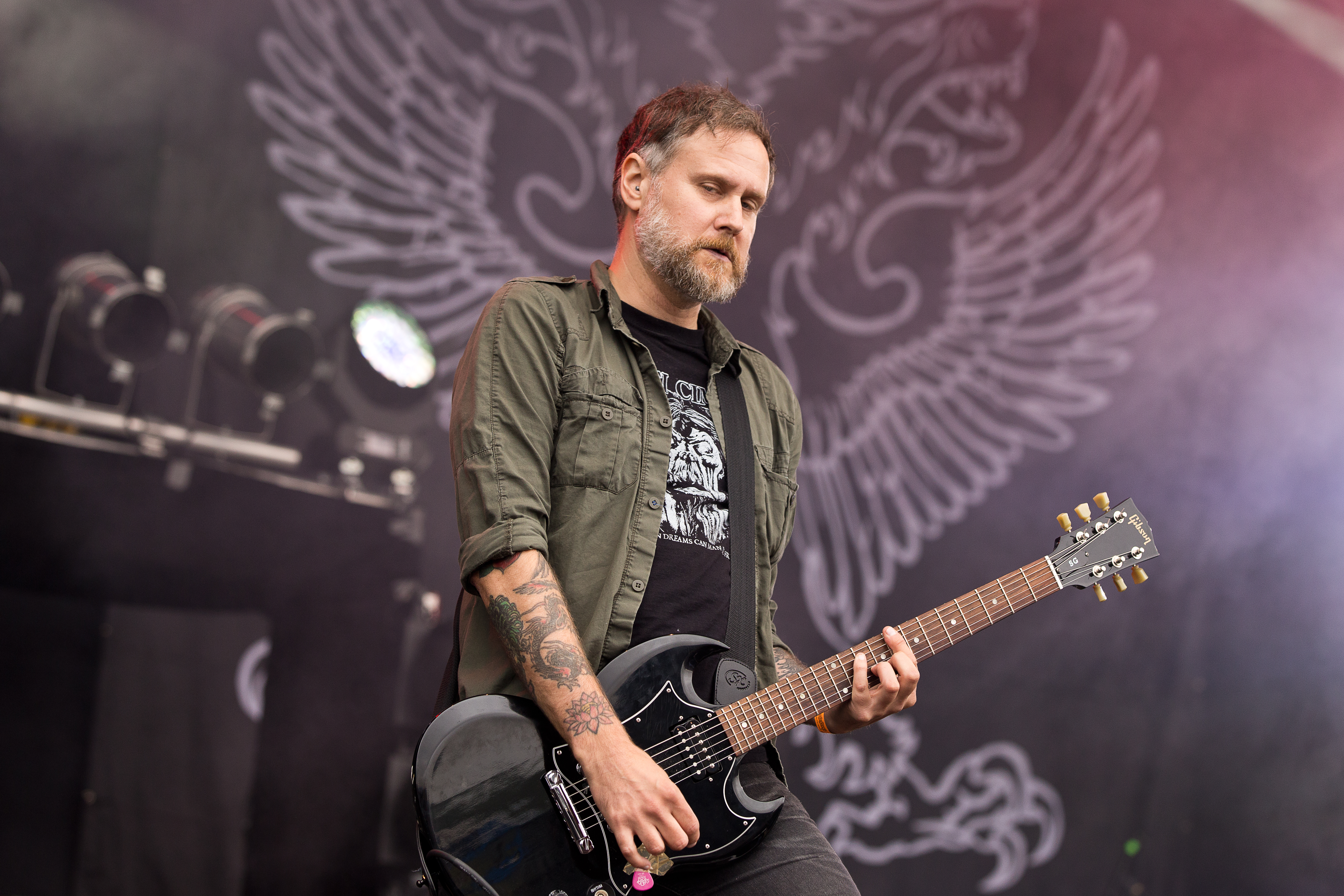
Jocke Rydbjer
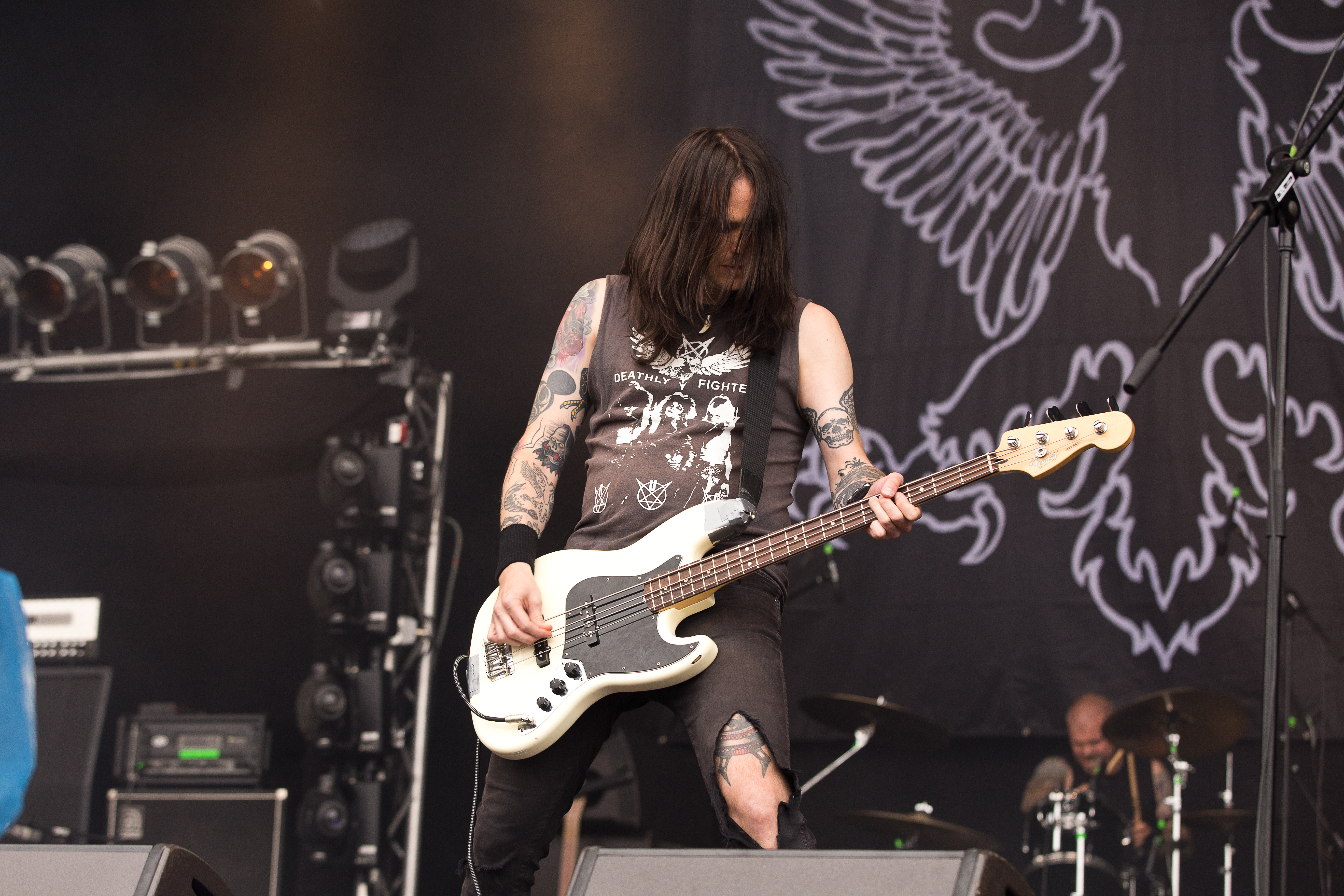
Johan Erkenvåg
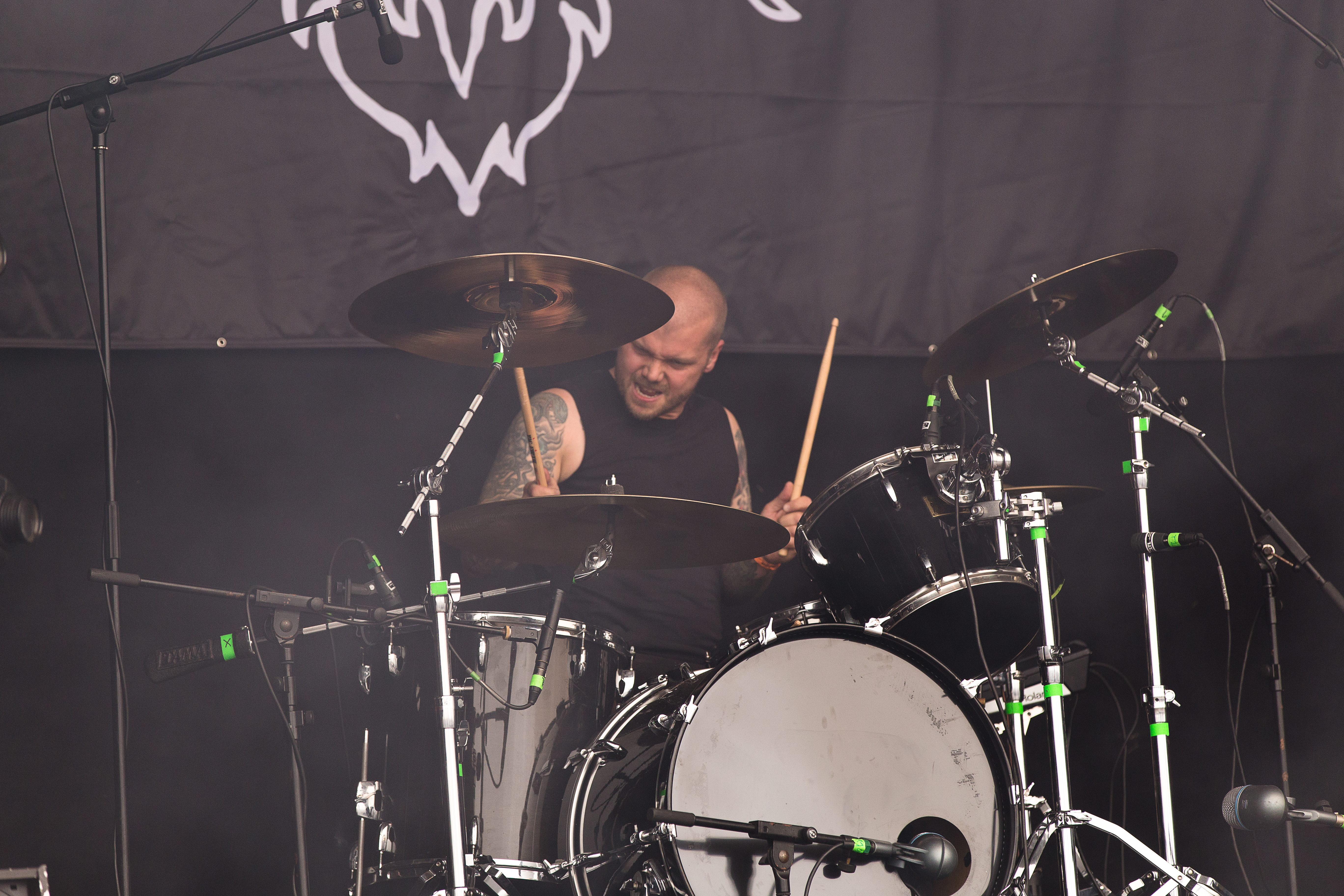
Tommy Storback

## Diskografie
als Wolfpack
- 1995: Bloodstained Dreams (EP)
- 1996: A New Dawn Fades (LP)
- 1997: Hellhound Warpig (EP)
- 1997: Lycanthro Punk (LP)
- 1998: Split mit Skitsystem (EP)
- 1999: Allday Hell (LP)

als Wolfbrigade
- 2001: Split mit Audio Kollaps (EP)
- 2001: Progression/Regression (LP)
- 2003: The Wolfpack Years (Kompilation)
- 2003: In Darkness You Feel No Regrets (LP)
- 2004: A D-beat Odyssey (EP)
- 2007: Prey to the World (LP)
- 2008: Comalive (LP)
- 2012: Damned (LP)
- 2017: Run with the Hunted (LP)
- 2019: The Enemy: Reality (LP)
- 2022: Anti-Tank Dogs (EP)
- 2024: Life Knife Death (LP)